# Gongylidiellum orduense
Gongylidiellum orduense är en spindelart som beskrevs av Jörg Wunderlich 1995. Gongylidiellum orduense ingår i släktet Gongylidiellum och familjen täckvävarspindlar.
Artens utbredningsområde är Turkiet. Inga underarter finns listade i Catalogue of Life.